# Naturschutzgebiet Lanstroper See
Das Naturschutzgebiet Lanstroper See liegt auf Dortmunder Gebiet im Stadtbezirk Scharnhorst, im Stadtteil Lanstrop. Das Naturschutzgebiet umfasst 74,2 Hektar und wurde am 30. November 1990 im Landschaftsplan Dortmund-Nord und auch in der ersten Änderung zum Landschaftsplan Dortmund-Nord am 2. September 2005 festgesetzt.
Innerhalb des Naturschutzgebiets liegen neben dem namengebenden Landstroper See weitere Stillgewässer sowie Wald- und Grünlandflächen.

## Beschreibung
Der Lanstroper See entstand um 1963 durch eine Bergsenkung, die den Grundwasserspiegel erreichte und somit dafür sorgte, dass dieses Gebiet dauerhaft überflutet wurde. Der knapp acht Hektar große See ist an seiner tiefsten Stelle knapp fünf Meter tief. Umsäumt ist der See von einem schmalen Röhricht- und Schilfgürtel, in dem auch Binsen, Igelkolben, Weidenröschen und Brennnesseln wachsen. Nördlich des Sees ist ein Wald- und Gebüschstreifen gewachsen, der Lebensraum für den gefährdeten Kleinen Wasserfrosch, den Grasfrosch und die Erdkröte bietet.
Ein weiterer wesentlicher Bestandteil des Naturschutzgebietes ist der westlich des Sees gelegene Hienbergwald. Der Hienberg grenzt an die neue Dortmunder Mülldeponie „Nord-Ost“. Dieser Laubwald, bestehend aus Buche, Stieleiche, Hainbuche und Pappel, bietet zusammen mit dem See Lebensraum und Brutgebiet für zahlreiche Vogelarten, darunter Kleinspecht, Pirol und Habicht im Hienberg und Haubentaucher, Kormoran und Graureiher. Letztere leben vor allem von den im See lebenden Fischarten wie Karpfen, Barsch, Aal, Hecht und Bitterling. Auch der einzige in Dortmund nachgewiesene Bestand der Ringelnatter kommt am Lanstroper See vor.
Beide Biotopzonen werden durch Grünland, Hecken, Kleingewässer und Kleingehölze getrennt und auch gleichzeitig verbunden. An gleicher Stelle verlief ursprünglich die Straße Friedrichshagen, die durch die Entstehung des Sees verlegt werden musste. Die Westseite des Sees kann zu einem Drittel auf einem Lehrpfad begangen werden. Auf dort angebrachten Informationstafeln wird über das Naturschutzgebiet und die reichhaltigen Vogelvorkommen informiert.

## Schutzziele
Wichtigstes Schutzziel des Naturschutzgebietes ist der Erhalt der Biotope als Refugial- und Trittstein-Biotopkomplex und gleichzeitig soll das Naturschutzgebiet für die Bevölkerung als Naturerlebnisraum erschlossen werden. Dazu wurden bereits Fußwege und eine Aussichtsplattform errichtet.